# Selan
Selan (H2Se) je dvouprvková sloučenina selenu a vodíku. Její vodný roztok se nazývá kyselina selanová a tvoří dvě řady solí: selenidy a hydrogenselenidy. Je podobná sulfanu, který se také řadí mezi chalkogenovodíky. Mezi její vlastnosti patří rozpustnost v sirouhlíku a fosgenu. Selan je nejjedovatější sloučenina selenu. LC50 je 0,05 ppm při expozici 8 hodin.

## Příprava
Selan se často připravuje reakcí selenidu hlinitého a vody:
Al2Se3 + 6 H2O → 2 Al(OH)3 + 3 H2Se.
Také se připravuje reakcí H2O a CO v selenu (jako vedlejší produkt vzniká triethylamin).